# Vereniging Surinaamse Nederlanders
De Vereniging Surinaamse Nederlanders (VSN) is een belangenvereniging voor Surinaamse Nederlanders.
De vereniging werd op 14 augustus 2006 ingeschreven in het register van de Kamer van Koophandel. Voorzitter van het eerste uur is Mahin Jankie. Hij staat in Nijmegen bekend veelvuldig rechtszaken te beginnen en begon ook sinds het oprichtingsjaar voor de VSN verscheidene rechtszaken, waaronder tegen de Nederlandse en Surinaamse staat. In april 2015 werd hij geridderd in de Orde van Oranje-Nassau voor zijn vrijwilligerswerk voor onder meer de VSN.
Sinds 2013 werkt de VSN samen met de andere organisaties in het Platform Surinaamse Diaspora.